# L'homme à la tête en caoutchouc
L'Homme à la tête en caoutchouc è un cortometraggio diretto da Georges Méliès (Star Film 382-383) della durata di circa due minuti e venti in bianco e nero.
Il film è una delle migliori realizzazioni di Méliès per quanto riguarda la padronanza degli effetti speciali, che vengono usati di diversa specie e tutti congegnati alla perfezione.

## Trama
Méliès si trova nel suo studio, dove al centro si trova una porta ad arco; da qui estrae un tavolo che poggia al centro della scena, sullo sfondo nero dell'arco (particolare essenziale per l'effetto speciale del mascherino-contromascherino, che permetteva di filmare sulla stessa pellicola due momenti diversi). Su un piccolo ripiano, dotato di tubo con valvola, pone una testa che trova in una scatola, la sua stessa testa, che si muove e parla (effetto speciale del mascherino-contromascherino). Attaccato un mantice al tubo, egli inizia a gonfiare la testa, che diventa di proporzioni gigantesche (effetto speciale ottenuto avvicinando la cinepresa per ottenere un ingrandimento, solo nella parte girata al centro della pellicola). Chiusa la valvola, la testa rimane grande, poi quando la riapre la testa si "sgonfia" e ridiventa piccola.
Allora Méliès-artigiano chiama un clown aiutante, perché gonfi di nuovo la testa, ma il clown esagera e la testa scoppia fragorosamente, rovesciando il tavolo e facendo cadere gli astanti.